# Koninkrijk Loango
Het koninkrijk Loango (ook wel Luangu, Luaangu, Lwaangu, Lwangu, Luango, Lwango, Luaango of Lwaango genoemd) was een prekoloniale Afrikaanse staat die bestond van ongeveer de 16e tot de 19e eeuw, gelegen in wat nu het westen van de republiek Congo, het zuiden van Gabon en Cabinda is. Het bevond zich ten noorden van het machtigere koninkrijk Kongo en bereikte op zijn hoogtepunt in de 17e eeuw invloed van Kaap St. Catherine in het noorden tot aan de monding van de Kongorivier.
Loango exporteerde koper naar de Europese markt en was een belangrijke producent en exporteur van laken.
De Engelse reiziger Andrew Battel, die rond 1610 in het gebied was, noteerde dat de voorganger van de toen onbekende koning "Gembe" of Gymbe (gemoderniseerd als Njimbe) heette, mogelijks de oprichter van het koninkrijk was. Na de dood van koning Buatu in 1787 werd de opvolging van het leiderschap onzeker.

## Etymologie
De bewoners, die een tak van de Bakongo zijn, spraken een noordelijke dialect van de Kikongo-taal, die ook gesproken werd in het Koninkrijk Kongo. Missionarissen die aan het eind van de 19de eeuw de Loango-kust bezochten, noemden de mensen van Loango vaak Bafiote, en hun taal Fiote. Tegenwoordig wordt hun etnische naam meestal aangeduid als Vili of Bavili. Deze term komt al voor in de 17de eeuw, waar het meestal gespeld werd als "Mobili" (meervoud Mobilis). Deze term is afgeleid van de enkelvoudsvorm (Muvili tegenwoordig), die volgens de regels van het Portugees meervoudig werd gemaakt.

## Geschiedenis

### Oorsprong

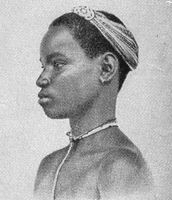
Loango-meisje

De oorsprong van het koninkrijk Loango is onduidelijk. De oudste complexe samenleving in de regio bevond zich in Madingo Kayes, dat al in de 1e eeuw een multi-site nederzetting was. Momenteel is er te weinig archeologisch bewijs om veel te zeggen over de ontwikkelingen tot de late 15e of vroege 16e eeuw.
Loango wordt niet genoemd in de vroege reisverslagen van de regio, noch wordt het vermeld in de titels van Koning Afonso I van Kongo in 1535, hoewel de zuiderlijke buren van Loango, Kakongo, Vungu en Ngoyo, wel worden genoemd. Het is daarom onwaarschijnlijk dat er een grote macht was aan de kust van Centraal-Afrika ten noorden van de Kongorivier.
De vroegste vermelding van Loango in een documentaire bron is een verwijzing rond 1561 door Sebastião de Souto, een priester in Kongo, die meldde dat koning Diogo I (1545–61) missionarissen stuurde om Loango tot het christendom te bekeren. Duarte Lopez, ambassadeur van Kongo bij de Heilige Stoel in Rome in 1585, vertelde dat "Loango bevriend is met de Mwene Kongo en het wordt gezegd dat het vroeger een vazal was", wat consistent is met de oorsprong van Loango uit Kakongo, een vazal van Kongo.
Nederlandse bezoekers legden het eerste traditionele verhaal over de oorsprong van het koninkrijk vast in de jaren 1630 of '40. In hun verslag, zoals gerapporteerd door de geograaf Olfert Dapper, Er werd verteld dat de regio waar Loango zou worden opgericht, bevolkt werd door een aantal kleine politieke eenheden, waaronder Mayumba, Kilongo, Piri en Wansi, elk met hun eigen leider, die oorlog tegen elkaar voerden." Dapper noteerde dat de oprichter van Loango, die beweerde afkomstig te zijn uit het district Nzari in het kleine kustkoninkrijk Kakongo, zelf een vazal van Kongo, zijn rivalen overwon door het vaardig gebruik van allianties om degenen die zich tegen hem verzetten te verslaan, met name Wansa, Kilongo en Piri, waarbij de laatste twee het nodig hadden om in twee oorlogen te worden onderworpen. Nadat dit was bereikt, gaven een aantal noordelijkere regio's, waaronder Docke en Sette, zich vrijwillig over. Nadat de verovering was geslaagd, trok de nieuwe koning naar het noorden en stichtte verschillende nederzettingen op verschillende plaatsen, en bouwde uiteindelijk zijn hoofdstad in Buali in de provincie Piri (waaruit de etnische naam "Muvili" uiteindelijk afkomstig was).
De Engelse reiziger Andrew Battel schreef, toen hij rond 1610 daar was, dat de voorganger van de toen onbekende koning "Gembe" of "Gymbe" (gemoderniseerd als "Njimbe") heette. Een Nederlandse beschrijving die in 1625 werd gepubliceerd, zei dat een heerser die voor die datum was overleden, 60 jaar had geregeerd en dus rond 1565 de troon had bestegen. De documentaire chronologie maakt het dus zeer waarschijnlijk dat Njimbe de oprichter en eerste heerser was die in de tradities werd genoemd, en deze veronderstelling wordt ondersteund door orale tradities die rond 1890 door R. E. Dennett werden vastgelegd, waarin ook Njimbe als de eerste heerser werd genoemd.
Op basis van latere orale tradities uit de 19e en 20e eeuw die de oprichting van Loango koppelen aan die van Kongo, stelde Phyllis Martin een veel vroegere oprichting voor, namelijk in de late 14e of vroege 15e eeuw. Ze beweert vervolgens dat de afwezigheid van Loango in de vroege titels van de Mwene Kongo bewijs is dat Loango op dat moment al onafhankelijk was.

### Koninklijk opvolgingssysteem

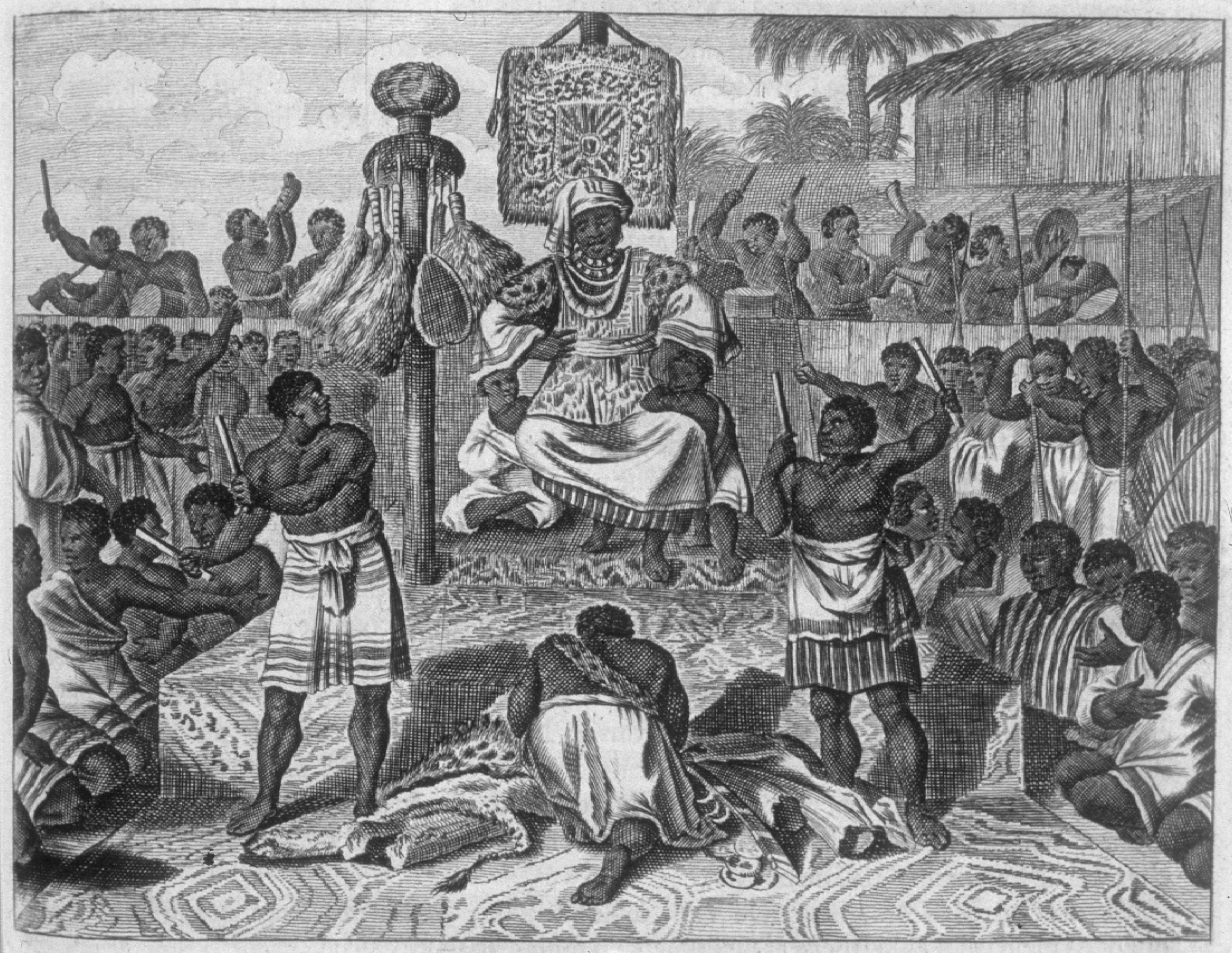
Trompettisten verschijnen op een zeventiende-eeuwse afbeelding van het hof van de koning van Loango, een naburig Kongo-koninkrijk, 1686

Njimbe had rond 1600 een opvolgingssysteem ingesteld, waarbij de koning leden van zijn familie aanstelde om vier provincies te besturen: Kaye, Boke, Selage en Kabango. De koning zou door middel van een rotatiesysteem uit deze provincies worden gekozen. Bij de dood van de koning nam de heerser van Kaye het koningschap over, zoals ook gebeurde in de opvolging vóór 1624. Als de regels gevolgd werden, zou de heerser van Boke de koning opvolgen, en de andere twee provinciale heersers zouden eveneens promoveren, terwijl de koning een nieuwe heerser voor Kabango aanstelde.
In 1663 werd de heersende koning gedoopt als Afonso door de Italiaanse kapucijnerpriester Bernardo Ungaro, maar dit stuitte op aanzienlijke tegenstand binnen het land. Toen de koning stierf, volgde een heiden hem op, maar deze werd in 1665 afgezet door een christelijke factie. Deze burgeroorlog duurde door tot de jaren 1670. In de nasleep hiervan vluchtten verschillende leden van de christelijke factie naar naburige gebieden, waaronder Miguel da Silva, die in 1682 werd verkozen tot heerser van Ngoyo.
Toen de Engelse handelaar Nathaniel Uring Loango in 1701 bezocht, meldde hij dat de koning was overleden en dat de macht in handen was van de "Koningin of Hoofdgouvernante van dat Land," genaamd "Mucundy." Zij was verantwoordelijk voor de zaken van vrouwen en moest worden behandeld als de feitelijke heerser.
Er gingen veel jaren voorbij voordat er weer een duidelijk verslag van het bestuur van Loango verscheen. In 1766, toen Franse missionarissen onder leiding van Abbé Liévin-Bonaventure Proyart Loango bezochten, merkten ze op dat er geen duidelijke opvolging van de troon was. Iedereen die geboren was uit een persoon die als prinses werd beschouwd, kon aanspraak maken op de troon, waarbij alleen vrouwelijke opvolging werd erkend. De dood van een koning leidde vaak tot lange interregna; de heersende koning in 1766 was aan de macht gekomen na een interregnum van zeven jaar, waarin een regent genaamd Mani Boman de zaken van het land beheerde. Mani Boman werd tijdens het leven van de koning aangesteld, en meestal werden er twee regenten aangesteld om te zorgen voor de mogelijkheid dat een van hen zou overlijden. Deze regenten ontvingen de verzoeken van kandidaten die in aanmerking kwamen voor de troon.
Uiteindelijk kwamen de electoren van het koninkrijk, die door de overleden koning waren aangesteld, samen om een nieuwe koning te kiezen. In theorie zou de koning zijn opvolger benoemen en hem als heerser van Kaye plaatsen, maar door de hevige concurrentie voor de positie stierf de late koning zonder een Ma-Kaye aan te wijzen.
Historicus Phyllis Martin stelt dat de externe handel, met name de slavenhandel, sommige leden van de adel had verrijkt, waardoor druk werd uitgeoefend op de oudere grondwet, aangezien rijkere prinsen hun positie naar voren duwden. Ze beweert dat belangrijke leden van de raad mensen waren die hun posities hadden verkregen door contact met de externe handel, vooral de slavenhandel, en dat zij de macht met de koning hadden gedeeld. Ze stelt dat deze verschuiving in de relatieve macht de raad in staat stelde de koning te domineren door steeds langere interregna af te dwingen. In feite, na de dood van koning Buatu in 1787, werd er meer dan 100 jaar geen koning gekozen. Echter, in zekere mate bleef de koninklijke autoriteit in de handen van een persoon die de titel Nganga Mvumbi (priester van het lichaam) droeg en toezicht hield op het lichaam van de overleden koning in afwachting van de begrafenis. Verschillende van deze Nganga Mvumbi volgden elkaar op in de late 18e en 19e eeuw.

## Bestuur en regering
In theorie hadden de koningen van Loango absolute en zelfs goddelijke macht. In de 17e eeuw stelde de koning een aantal provinciale gouverneurs aan, waarbij hij deze koos uit zijn eigen familie. De beschrijving van de regering door Olfert Dapper rond 1640 is de enige uitgebreide die bestaat over de 17e eeuw. De koning regeerde nauw over een cluster van dorpen en kleine gebieden rond de provincie Loangogiri. Andere districten verder weg werden doorgaans geregeerd door hun eigen elite, die hun eigen regels volgden, maar die wel werden gecontroleerd door ambtenaren van het hof. Zo werden bijvoorbeeld Mayumba, Dingy en Chiloangatiamokango gecontroleerd door edelen die door het hof waren aangesteld, terwijl Gobby niet onder enige koninklijke supervisie stond.
In het centrale district werd elk dorp of wijk geregeerd door een edelman die door de koning was aangesteld, en daarnaast had hij een aanzienlijk aantal raadsleden, die eveneens door hem waren benoemd.
Verslagen over de regering in de latere 18e eeuw tonen weinig verandering in de theorie van het Loango-koninkrijk; koninklijk despotisme had nog steeds het karakter van het goddelijk recht, en de religieuze macht van de koning was aanzienlijk. Vrije mensen in het land waren verplicht belastingen te betalen over hun persoon, de omvang van het land dat zij bewerkten, het aantal slaven dat zij bezaten en het vee dat zij hadden. Door de koning aangestelde officials bestuurden op provinciaal en dorpsniveau; zij innen de belastingen en voerden gerechtelijke taken uit in de naam van de koning. Soms vroegen zij te veel belasting, bijvoorbeeld vier geiten in plaats van de voorgeschreven drie.
De koninklijke raad had verschillende bureaucratische functies: Magovo en zijn collega Mapouto waren verantwoordelijk voor buitenlandse zaken, Makaka was de minister van oorlog en commandant van het leger, Mfouka was de minister van handel, en Makimba was de "grootmeester van wateren en bossen", naast een aantal andere functies. Elke minister had op zijn beurt verschillende slaven in dienst om hun taken uit te voeren.
De koning had een grote interesse in de administratie van het gerecht. Veel van zijn tijd werd besteed aan het horen van zaken en het oplossen van geschillen. Echter, de Abt Proyart, die deze instellingen beschreef, geloofde dat de koninklijke officials, die in de naam van de koning handelden, vaak misbruik maakten van zijn beslissingen en te veel eisen stelden, wat "problemen en verwoesting veroorzaakte in een heel district."

## Religie

### Heidendom
In de eerste helft van de 17e eeuw lieten Nederlandse bezoekers, vooral zoals gerapporteerd door Olfert Dapper, een gedetailleerde beschrijving achter van de religie in Loango. Ze merkten op dat de mensen van Loango geloofden in God, die ze "Sambian Ponge" (modern Kikongo: Nzambi a Mpungu) noemden, maar Dapper beweerde dat ze alleen zijn naam kenden en verder niet meer over Hem wilden weten.
De kosmologie werd niet door een gecentraliseerde autoriteit doorgegeven. Er waren bijvoorbeeld verschillende opvattingen in de 17e eeuw over het lot van de overledenen: sommigen geloofden dat zij werden herboren, zoals in reïncarnatie, anderen dachten dat de ziel simpelweg eindigde, en weer anderen geloofden dat de ziel veranderde in een deïficeerde "held."
Volgens Dapper, die alle Afrikaanse goddelijke wezens beschouwde als manifestaties van de Duivel, was hun belangrijkste aanbidding gericht op wat hij "veld- en huisduivels" (velt en huisduivelen) noemde, die ze "in verschillende vormen maakten, en elke had zijn eigen naam." Hij merkte echter ook op dat een nkisi ("mokisie") niet goed of slecht was, maar een algemene term voor alle soorten goddelijkheid. Hoewel deze deïteiten specifieke jurisdicties hadden in de natuurlijke wereld, waren ze ook gelokaliseerd op een specifieke plaats, hoewel ze ook met mensen mee konden reizen. Nieuwe deïteiten werden voortdurend gemaakt, en ze streden om autoriteit, of mensen beoordeelden ze als effectief of niet, afhankelijk van hun prestaties. Priesters ("duiveljagers" volgens Dapper) die "Enganga Mokisie" (modern Kikongo: e nganga nkisi) werden genoemd, gebruikten een uitgebreide ceremonie om bezetenheid door een goddelijkheid te bereiken, en zo creëerden ze een continue openbaring om een beschermer voor een huishouden of gemeenschap te identificeren.
Dapper gaf ook beschrijvingen van veel andere regionale heiligdommen. Thiriko was in een dorp met dezelfde naam; het was een groot heiligdom in de vorm van een huis dat leek op een man, en dat het algemene welzijn van dat land beschermde. Nkisi had een vierkante zak van leeuwenhuid gevuld met schelpen, stenen, ijzeren bellen en andere ingrediënten. Het was draagbaar; reizigers en kooplieden droegen zo'n zak met zich mee op hun reizen. In de stad Kiko was er de nkisi genaamd Lykikoo, een houten beeld in de vorm van een man. Het beschermde de mensen van Kiko tegen de dood en kon de doden dwingen om werk voor hem te verrichten. Malemba was in de vorm van een mat waarop manden vol verschillende ingrediënten waren gehangen, en die de gezondheid van de koning beschermde. Andere nkisi, zoals Makongo, Mimi, Kossie, Kitouba, Kymayi, Injami, Panza, Pongo en Moanze, waren allemaal regionale of stadshrines, die typisch staven, manden en andere voorwerpen bevatten die gevuld waren met dezelfde soort ingrediënten, schelpen, hoorns, plantaardig materiaal en dergelijke die kenmerkend waren voor dit soort heiligdommen.

### Christendom
Bijna vanaf het begin van zijn onafhankelijke bestaan had Loango contact met het christendom. Diogo I van Kongo zond missionarissen naar Loango tijdens zijn heerschappij (1545–1561), wat samenvalt met de uitbreiding en onafhankelijkheid van Loango. Volgens een verslag van een priester aan het hof van Diogo bekeerde de koning en "al zijn mensen" zich tot het christendom, evenals de broer van de koning, "Manilembo", een priester van "heidense afgoden". In 1583 werd aan karmelieten die op weg waren naar Loango verteld dat de koning had gevraagd om gedoopt te worden en missionarissen voor zijn volk aan te vragen, een verzoek dat opnieuw in 1603 aan jezuïeten werd herhaald. Een ander jezuïetverslag merkte de bekering van het land tot het christendom in 1628 op.
In 1663 doopte de Hongaarse kapucijnpriester Padre Bernardino d'Ungheria de koning als Afonso en ook 6.000 van zijn onderdanen. Na zijn dood brak er een burgeroorlog uit, gevolgd door een afwisseling van koningen, maar de christelijke partij werd in 1665 verslagen.
Loango zocht opnieuw het christendom in 1773, toen Franse missionarissen het land bezochten.
Ondanks al deze pogingen kwam er nooit een permanente, door de staat gesteunde christelijke kerk in Loango, zoals dat wel het geval was in Kongo. Het is echter weinig twijfelachtig dat een deel van de bevolking christen was, waaronder degenen die dicht bij Portugese kooplieden woonden, handelaren die in Kongo hadden gewerkt en daar bekeerd waren, enzovoort.

### Jodendom
Vanaf ongeveer de 17e eeuw was er een zwarte Joodse gemeenschap aan de Loangokust. Deze gemeenschap werd voor het eerst vermeld in 1777, en een grondigere beschrijving van de gemeenschap werd verstrekt door de wetenschappelijke werken die werden geproduceerd door de Duitse Loango-expeditie van 1873-1876. Deze gemeenschap had geen banden met Joodse gemeenschappen elders en is tegenwoordig verdwenen.

## Slavenhandel in Loango
In de 17e eeuw reisden Vili-kooplieden al een aanzienlijke afstand van hun thuisland op zoek naar commerciële kansen. De vroegste genoteerde reizen waren naar kopermijnen in Mindouli en het gebied van "Bukkameale" (mogelijk de Niari-vallei), waar koper verkregen kon worden. Vroege Nederlandse handelsverslagen geven aan dat Loango in deze periode aanzienlijke hoeveelheden koper naar de Europese markt exporteerde. Loango was ook een belangrijke producent en exporteur van laken, zowel naar het binnenland als naar de Portugezen in Luanda, waar duizenden meters Loango-laken in de vroege 17e eeuw werd geïmporteerd.
Aan het einde van de 17e eeuw en daarna waren Vili-handelaars ook betrokken bij de slavenhandel. In de vroege periode van contact met Europese kooplieden exporteerde Loango niet veel slaven, maar uiteindelijk begon het land slaven in aanzienlijke hoeveelheden te exporteren. Hoewel sommige van deze slaven lokaal werden verkregen, kwamen veel meer uit verschillende gebieden in het binnenland. Een vroege slavenhandel leidde naar het Koninkrijk Kongo, waar handelaren daar kansen zagen om slaven aan Nederlandse en Engelse kooplieden te verkopen en belastingheffingen en reguleringen te vermijden die de markt in het door het Portugees gecontroleerde Luanda belemmerden. Vili-gemeenschappen werden in 1656 gemeld in M'banza-Kongo, de hoofdstad van Kongo, waar sommige zich bekeerden tot het Christendom. Tegen 1683 waren ze actief in de Mbundu-sprekende regio's van Oost-Angola; een verdrag met koningin Verónica I (1683–1722) van Ndongo-Matamba specificeerde dat zij zou beloven niet meer met hen te handelen.
Echter, pogingen van Portugal om hun commerciële contacten te voorkomen, mislukten, en Vili-gemeenschappen waren te vinden in heel Kongo en Ndongo-Matamba, evenals in de aangrenzende regio's daartussen. Naast de slavenhandel raakten de Vili ook betrokken bij de lokale ambachten, met specialisatie in smeden.
De handel van de Vili breidde zich ook landinwaarts uit naar de gebieden van het koninkrijk Teke en de gebieden verder stroomafwaarts langs de Kongorivier. Tegen het einde van de 18e eeuw maakten slaven uit het "Bobangi"-gebied, voorbij het Teke-gebied, een aanzienlijk percentage van de export uit.
Hoewel Europese schepen Loango regelmatig bezochten, vestigden zij er geen permanente aanwezigheid in de vorm van forten, zoals dat in sommige andere delen van Afrika het geval was. In plaats daarvan lagen de schepen voor anker voor de kust en maakten ze afspraken met lokale functionarissen, de mafouks, die de handel in het koninklijke belang beheerden en Europese invloed op een afstand hielden. Mafouks profiteerden ook commercieel van deze regelingen en konden soms het koninklijk beleid ten gunste van hen en de handel beïnvloeden.